# هاشمية (جنين)
البارد أو الهاشمية  هي قرية  تقع للغرب من مدينة جنين. كان اسمها سابقا (البارد) ثم تحولت خلال الحكم الأردني للضفة الغربية بعد النكبة إلى الهاشمية، يصلها طريق محلي يربطها بالطريق الرئيسي طوله 8 كم، وترتفع 350 م عن سطح البحر.
تبلغ مساحة أراضيها 2721 دونما يحيط بها أراضي قرى كفر قود وعرابة وعرقة واليامون. قدر عدد سكانها في عام 1922 (153) نسمة وعام 1945(280) نسمة، وفي عام 1967 كان العدد( 417) نسمة، وفي عام 1987 أصبح (528) نسمة، وفي عام 1997 حوالي 705 نسمة وفي عام 2020 بلغ حوالي 1450نسمة.
يعود أصول بعض سكانها إلى عرابة ومعظمهم من آل جرار، يوجد فيها نبع عين المالح الذي يستخدم للري والشرب، وفيها مسجد ومدرسة حكومية ابتدائية، يداوم الطلبة في مدارس القرى المجاورة في كفر قود، وعرقة. يحيط بالقرية مئات من أشجار الخروب،  وأشجار الزيتون، وتعتبر مصدراً رئيسيًا لزيت الزيتون ومصدر دخل مهم لأهالي القرية.

## التسمية
للقرية أكثر من اسم، كان اسمها الأول المرتفعة، نظراً لارتفاعها عن سطح البحر، ومن ثم تمت تسميتها قبل النكبة بقرية (البارد) نظراً لبرودة طقسها, وفي أيام الحكم الأردني وأثناء قدوم جلالة الملك عبد الله إلى القرية، عَرَفَ عن مختار الهاشمية بقوله (مختار القرية البارد)، فرأى المختار أن كلمة البارد إهانة له، فرفع كتاب إلى جلالة الملك مطالبًا بتغير اسم القرية, وأصبحت تسمى بعد النكبة باسم (الهاشمية) نسبة إلى جلالة الملك عبد الله (الهاشميين).

## المعالم الأثرية
يوجد بالقرية مقام الشيخ الشبل، ومقام اسكندر، ومقام المزار. سكن فيها المجاهد عز الدين القسام مدة 9 أشهر, وتواجد في مكان يسمى المغارة.

## وصلات خارجية
- فلسطين في الذاكرة/ هاشمية (جنين)